# Renzo Nostini
Renzo Nostini, né le 27 mai 1914 à Rome et mort le 1er octobre 2005 dans la même ville, est un escrimeur italien pratiquant le sabre et le fleuret.

## Palmarès

### Escrime aux Jeux olympiques
- 1948 à Londres,  Royaume-Uni
  -  Médaille d'argent dans l'épreuve du sabre par équipes
- 1948 à Londres,  Royaume-Uni
  -  Médaille d'argent dans l'épreuve du fleuret par équipes
- 1952 à Helsinki,  Finlande
  -  Médaille d'argent dans l'épreuve du sabre par équipes
- 1952 à Helsinki,  Finlande
  -  Médaille d'argent dans l'épreuve du fleuret par équipes[1]